# Petre Țurlea
Petre Țurlea (n. 17 iunie 1947, Filipeștii de Pădure jud. Prahova), este un profesor universitar și politician român, fost deputat în legislatura 1990-1992 pe listele FSN, 1992-1996 pe listele PDSR și 1996-2000 pe listele PUNR. În cadrul activității sale parlamentare în legislatura 1990-1992, Petre Țurlea a fost membru în grupurile parlamentare de prietenie cu Regatul Spaniei, Republica Elenă, Republica Polonă, Republica Italiană și Republica Federală Germania. În legislatura 1996-2000, Petre Țurlea fost membru în grupurile parlamentare de prietenie cu Republica Slovacă, Republica Bulgaria și Republica Turcia.

## Publicații
- Ion Antonescu între extrema stângă și extrema dreaptă
- Carol al II-lea și Camarila Regală
- Regele Mihai și Mareșalul Antonescu Editura Semne, 450 pagini[2]
- Nicolae Iorga la Vălenii de Munte, Editura România Pur și Simplu, București, 2008[3]